# Maxi Fenix
Maxi Fenix är en segelbåt från Maxi/Nimbus som presenterades 1980 som en familjeseglare som skulle ersätta Maxi 77 till Maxi 87. Båten byggdes i ca 1 200 exemplar, den fanns i ett antal olika inredningvarianter.